# Sharknado
Sharknado är en amerikansk komisk monster-katastroffilm från 2013 i regi av Anthony C. Ferrante.
Filmen är den första av sex filmer i Sharknado-serien.

## Handling
En enorm tromb för med sig tusentals hajar som attackerar innevånarna i Los Angeles.

## Rollista i urval
- Ian Ziering - Fin Shepard
- Tara Reid - April Wexler
- Cassie Scerbo - Nova Clarke
- John Heard - George
- Aubrey Peeples - Claudia Shepard
- Chuck Hittinger - Matt Shepard
- Jaason Simmons - Baz Hogan
- Connor Weil - Luellyn